# Weinmannia trichosperma
Weinmannia trichosperma là một loài thực vật có hoa trong họ Cunoniaceae. Loài này được Cav. miêu tả khoa học đầu tiên năm 1801.